# Opius bulgaricus
Opius bulgaricus är en stekelart som beskrevs av Fischer 1959. Opius bulgaricus ingår i släktet Opius och familjen bracksteklar. Inga underarter finns listade i Catalogue of Life.